# Tetrapilus brachiatus
Tetrapilus brachiatus Lour., 1790 è un piccolo arbusto della famiglia delle Oleacee, originario dell'Asia orientale.

## Descrizione
Può svilupparsi in altezza sino a raggiungere i 10 metri, mentre il diametro del fusto può raggiungere i 5 centimetri.Ha ramoscelli di colore marrone chiaro e fiori di colore bianco opaco. Il frutto maturo esibisce un colore tra il viola e il nero. L'epiteto specifico brachiata deriva dal latino "ramificata", con riferimento all'infiorescenza decussata. 

## Distribuzione e habitat
T. brachiatus è presente in Cina (Hainan e Guangdong), Thailandia, Cambogia, Laos, Vietnam, Penisola Malese, Singapore e Indonesia (isole Anambas).